# Strade Bianche 2021
Strade Bianche 2021 – 15. edycja wyścigu kolarskiego Strade Bianche, która odbyła się 6 marca 2021 na liczącej 184 kilometry trasie wokół Sieny. Impreza kategorii 1.UWT była częścią UCI World Tour 2021.

## Uczestnicy

### Drużyny
| WorldTeams (19)- AG2R Citroën Team - Astana-Premier Tech - Bahrain Victorious - Bora-Hansgrohe - Cofidis - Deceuninck-Quick Step - EF Education-Nippo - Groupama-FDJ - Ineos Grenadiers - Intermarché-Wanty-Gobert Matériaux - Israel Start-Up Nation - Jumbo-Visma - Lotto Soudal - Movistar Team - Team BikeExchange - Team DSM - Qhubeka Assos - Trek-Segafredo - UAE Team Emirates ProTeams (6)- Alpecin-Fenix - Androni Giocattoli-Sidermec - Arkéa-Samsic - Bardiani CSF Faizanè - Eolo-Kometa - Vini Zabù |
| |

### Lista startowa
| Jumbo-Visma TJV | Jumbo-Visma TJV            | Jumbo-Visma TJV |
| --------------- | -------------------------- | --------------- |
| Nr              | Kolarz                     | Miejsce         |
| 1               | Wout van Aert (BEL)        | 4.              |
| 2               | Tobias Foss (NOR)          | 46.             |
| 3               | Robert Gesink (NED)        | 69.             |
| 4               | Chris Harper (AUS)         | 118.            |
| 5               | Nathan Van Hooydonck (BEL) | 76.             |
| 6               | Paul Martens (GER)         | DNF             |
| 7               | Timo Roosen (NED)          | 85.             |

| AG2R Citroën Team ACT | AG2R Citroën Team ACT   | AG2R Citroën Team ACT |
| --------------------- | ----------------------- | --------------------- |
| Nr                    | Kolarz                  | Miejsce               |
| 11                    | Greg Van Avermaet (BEL) | 19.                   |
| 12                    | Lilian Calmejane (FRA)  | OTL                   |
| 13                    | Nans Peters (FRA)       | 35.                   |
| 14                    | Michael Schär (SUI)     | 52.                   |
| 15                    | Gijs Van Hoecke (BEL)   | 88.                   |
| 16                    | Andrea Vendrame (ITA)   | 26.                   |
| 17                    | Clément Venturini (FRA) | 17.                   |

| Alpecin-Fenix AFC | Alpecin-Fenix AFC                  | Alpecin-Fenix AFC |
| ----------------- | ---------------------------------- | ----------------- |
| Nr                | Kolarz                             | Miejsce           |
| 21                | Mathieu van der Poel (NED) (szosa) | 1.                |
| 22                | Xandro Meurisse (BEL)              | OTL               |
| 23                | Jonas Rickaert (BEL)               | DNF               |
| 24                | Petr Vakoč (CZE)                   | 15.               |
| 25                | Otto Vergaerde (BEL)               | OTL               |
| 26                | Gianni Vermeersch (BEL)            | 14.               |
| 27                | Philipp Walsleben (GER)            | 95.               |

| Androni Giocattoli-Sidermec ANS | Androni Giocattoli-Sidermec ANS  | Androni Giocattoli-Sidermec ANS |
| ------------------------------- | -------------------------------- | ------------------------------- |
| Nr                              | Kolarz                           | Miejsce                         |
| 31                              | Mattia Bais (ITA)                | 80.                             |
| 32                              | Jefferson Alexander Cepeda (ECU) | OTL                             |
| 33                              | Simon Pellaud (SUI)              | DNF                             |
| 34                              | Josip Rumac (CRO)                | 78.                             |
| 35                              | Filippo Tagliani (ITA)           | OTL                             |
| 36                              | Nicola Venchiarutti (ITA)        | OTL                             |
| 37                              | Mattia Viel (ITA)                | OTL                             |

| Astana-Premier Tech APT | Astana-Premier Tech APT | Astana-Premier Tech APT |
| ----------------------- | ----------------------- | ----------------------- |
| Nr                      | Kolarz                  | Miejsce                 |
| 41                      | Jakob Fuglsang (DEN)    | 9.                      |
| 42                      | Alex Aranburu (ESP)     | 22.                     |
| 43                      | Manuele Boaro (ITA)     | 96.                     |
| 44                      | Fabio Felline (ITA)     | DNF                     |
| 45                      | Hugo Houle (CAN)        | 51.                     |
| 46                      | Gorka Izagirre (ESP)    | 50.                     |
| 47                      | Jonas Gregaard (DEN)    | OTL                     |

| Bahrain Victorious TBV | Bahrain Victorious TBV    | Bahrain Victorious TBV |
| ---------------------- | ------------------------- | ---------------------- |
| Nr                     | Kolarz                    | Miejsce                |
| 51                     | Pello Bilbao (ESP)        | 10.                    |
| 52                     | Eros Capecchi (ITA)       | DNF                    |
| 53                     | Matej Mohorič (SLO)       | 56.                    |
| 54                     | Domen Novak (SLO)         | DNF                    |
| 55                     | Mark Padun (UKR)          | DNF                    |
| 56                     | Hermann Pernsteiner (AUT) | 43.                    |
| 57                     | Jan Tratnik (SLO)         | 83.                    |

| Bardiani CSF Faizanè BCF | Bardiani CSF Faizanè BCF | Bardiani CSF Faizanè BCF |
| ------------------------ | ------------------------ | ------------------------ |
| Nr                       | Kolarz                   | Miejsce                  |
| 61                       | Filippo Zaccanti (ITA)   | DNF                      |
| 62                       | Davide Gabburo (ITA)     | DNF                      |
| 63                       | Fabio Mazzucco (ITA)     | OTL                      |
| 64                       | Alessandro Tonelli (ITA) | 92.                      |
| 65                       | Giovanni Visconti (ITA)  | DNF                      |
| 66                       | Filippo Zana (ITA)       | 38.                      |
| 67                       | Samuele Zoccarato (ITA)  | 108.                     |

| Bora-Hansgrohe BOH | Bora-Hansgrohe BOH     | Bora-Hansgrohe BOH |
| ------------------ | ---------------------- | ------------------ |
| Nr                 | Kolarz                 | Miejsce            |
| 71                 | Giovanni Aleotti (ITA) | 55.                |
| 72                 | Emanuel Buchmann (GER) | 40.                |
| 73                 | Marcus Burghardt (GER) | 68.                |
| 74                 | Patrick Gamper (AUT)   | 116.               |
| 75                 | Patrick Konrad (AUT)   | 32.                |
| 76                 | Daniel Oss (ITA)       | 53.                |
| 77                 | Ben Zwiehoff (GER)     | 70.                |

| Cofidis COF | Cofidis COF                   | Cofidis COF |
| ----------- | ----------------------------- | ----------- |
| Nr          | Kolarz                        | Miejsce     |
| 81          | Nicolas Edet (FRA)            | 112.        |
| 82          | Natnael Berhane (ERI) (szosa) | 106.        |
| 83          | Tom Bohli (SUI)               | 79.         |
| 84          | André Carvalho (POR)          | 87.         |
| 85          | Thomas Champion (FRA)         | 82.         |
| 86          | Nathan Haas (AUS)             | 110.        |
| 87          | Fabio Sabatini (ITA)          | DNF         |

| Deceuninck-Quick Step DQT | Deceuninck-Quick Step DQT        | Deceuninck-Quick Step DQT |
| ------------------------- | -------------------------------- | ------------------------- |
| Nr                        | Kolarz                           | Miejsce                   |
| 91                        | Julian Alaphilippe (FRA) (szosa) | 2.                        |
| 92                        | João Almeida (POR)               | 37.                       |
| 93                        | Kasper Asgreen (DEN) (szosa)     | 25.                       |
| 94                        | Davide Ballerini (ITA)           | DNF                       |
| 95                        | Dries Devenyns (BEL)             | DNF                       |
| 96                        | Pieter Serry (BEL)               | 66.                       |
| 97                        | Zdeněk Štybar (CZE)              | 62.                       |

| EF Education-Nippo EFN | EF Education-Nippo EFN    | EF Education-Nippo EFN |
| ---------------------- | ------------------------- | ---------------------- |
| Nr                     | Kolarz                    | Miejsce                |
| 101                    | Alberto Bettiol (ITA)     | 23.                    |
| 102                    | Simon Carr (GBR)          | 11.                    |
| 103                    | Lawson Craddock (USA)     | DNF                    |
| 104                    | Mitchell Docker (AUS)     | 114.                   |
| 105                    | Alex Howes (USA) (szosa)  | DNF                    |
| 106                    | Sebastian Langeveld (NED) | OTL                    |
| 107                    | Julius van den Berg (NED) | OTL                    |

| Eolo-Kometa EOK | Eolo-Kometa EOK              | Eolo-Kometa EOK |
| --------------- | ---------------------------- | --------------- |
| Nr              | Kolarz                       | Miejsce         |
| 111             | Davide Bais (ITA)            | 101.            |
| 112             | Erik Fetter (HUN)            | 100.            |
| 113             | Sergio García González (ESP) | OTL             |
| 114             | Arturo Grávalos (ESP)        | OTL             |
| 115             | Samuele Rivi (ITA)           | DNF             |
| 116             | Diego Sevilla (ESP)          | OTL             |
| 117             | Daniel Viegas (POR)          | OTL             |

| Groupama-FDJ GFC | Groupama-FDJ GFC            | Groupama-FDJ GFC |
| ---------------- | --------------------------- | ---------------- |
| Nr               | Kolarz                      | Miejsce          |
| 121              | Stefan Küng (SUI) (szosa)   | 31.              |
| 122              | Kevin Geniets (LUX) (szosa) | 16.              |
| 123              | Simon Guglielmi (FRA)       | 39.              |
| 124              | Tobias Ludvigsson (SWE)     | 103.             |
| 125              | Valentin Madouas (FRA)      | 21.              |
| 126              | Rudy Molard (FRA)           | 36.              |
| 127              | Romain Seigle (FRA)         | 64.              |

| Ineos Grenadiers IGD | Ineos Grenadiers IGD     | Ineos Grenadiers IGD |
| -------------------- | ------------------------ | -------------------- |
| Nr                   | Kolarz                   | Miejsce              |
| 131                  | Thomas Pidcock (GBR)     | 5.                   |
| 132                  | Leonardo Basso (ITA)     | DNF                  |
| 133                  | Egan Bernal (COL)        | 3.                   |
| 134                  | Owain Doull (GBR)        | 27.                  |
| 135                  | Michał Kwiatkowski (POL) | DNF                  |
| 136                  | Salvatore Puccio (ITA)   | DNF                  |
| 137                  | Pawieł Siwakow (RUS)     | 67.                  |

| Intermarché-Wanty-Gobert Matériaux IWG | Intermarché-Wanty-Gobert Matériaux IWG | Intermarché-Wanty-Gobert Matériaux IWG |
| -------------------------------------- | -------------------------------------- | -------------------------------------- |
| Nr                                     | Kolarz                                 | Miejsce                                |
| 141                                    | Théo Delacroix (FRA)                   | 77.                                    |
| 142                                    | Tom Devriendt (BEL)                    | DNF                                    |
| 143                                    | Andrea Pasqualon (ITA)                 | DNF                                    |
| 144                                    | Simone Petilli (ITA)                   | 91.                                    |
| 145                                    | Lorenzo Rota (ITA)                     | 34.                                    |
| 146                                    | Loïc Vliegen (BEL)                     | DNF                                    |
| 147                                    | Jan Bakelants (BEL)                    | 65.                                    |

| Israel Start-Up Nation ISN | Israel Start-Up Nation ISN | Israel Start-Up Nation ISN |
| -------------------------- | -------------------------- | -------------------------- |
| Nr                         | Kolarz                     | Miejsce                    |
| 151                        | Reto Hollenstein (SUI)     | 86.                        |
| 152                        | Jenthe Biermans (BEL)      | DNF                        |
| 153                        | Guillaume Boivin (CAN)     | OTL                        |
| 154                        | Alessandro De Marchi (ITA) | 59.                        |
| 155                        | Alexis Renard (FRA)        | OTL                        |
| 156                        | Mads Würtz Schmidt (DEN)   | 109.                       |
| 157                        | Tom Van Asbroeck (BEL)     | 75.                        |

| Lotto-Soudal LTS | Lotto-Soudal LTS         | Lotto-Soudal LTS |
| ---------------- | ------------------------ | ---------------- |
| Nr               | Kolarz                   | Miejsce          |
| 161              | Tim Wellens (BEL)        | 13.              |
| 162              | Filippo Conca (ITA)      | 81.              |
| 163              | Frederik Frison (BEL)    | 94.              |
| 164              | Andreas Kron (DEN)       | 28.              |
| 165              | Tomasz Marczyński (POL)  | DNF              |
| 166              | Tosh Van der Sande (BEL) | DNF              |
| 167              | Brent Van Moer (BEL)     | 61.              |

| Movistar Team MOV | Movistar Team MOV         | Movistar Team MOV |
| ----------------- | ------------------------- | ----------------- |
| Nr                | Kolarz                    | Miejsce           |
| 171               | Alejandro Valverde (ESP)  | 47.               |
| 172               | Héctor Carretero (ESP)    | 97.               |
| 173               | Iván García Cortina (ESP) | 29.               |
| 174               | Abner González (PUR)      | 71.               |
| 175               | Lluís Mas (ESP)           | 48.               |
| 176               | Sergio Samitier (ESP)     | 115.              |
| 177               | Gonzalo Serrano (ESP)     | 49.               |

| Arkéa-Samsic ARK | Arkéa-Samsic ARK         | Arkéa-Samsic ARK |
| ---------------- | ------------------------ | ---------------- |
| Nr               | Kolarz                   | Miejsce          |
| 181              | Diego Rosa (ITA)         | 57.              |
| 182              | Benjamin Declercq (BEL)  | 104.             |
| 183              | Thibault Guernalec (FRA) | DNF              |
| 184              | Kévin Ledanois (FRA)     | 113.             |
| 185              | Matis Louvel (FRA)       | 74.              |
| 186              | Łukasz Owsian (POL)      | 105.             |
| 187              | Laurent Pichon (FRA)     | DNF              |

| BikeExchange BEX | BikeExchange BEX              | BikeExchange BEX |
| ---------------- | ----------------------------- | ---------------- |
| Nr               | Kolarz                        | Miejsce          |
| 191              | Simon Yates (GBR)             | 63.              |
| 192              | Jack Bauer (NZL)              | 89.              |
| 193              | Brent Bookwalter (USA)        | 44.              |
| 194              | Christopher Juul-Jensen (DEN) | 60.              |
| 195              | Barnabás Peák (HUN)           | OTL              |
| 196              | Nick Schultz (AUS)            | DNF              |
| 197              | Robert Stannard (AUS)         | 30.              |

| Team DSM DSM | Team DSM DSM            | Team DSM DSM |
| ------------ | ----------------------- | ------------ |
| Nr           | Kolarz                  | Miejsce      |
| 201          | Romain Bardet (FRA)     | 20.          |
| 202          | Thymen Arensman (NED)   | 117.         |
| 203          | Romain Combaud (FRA)    | 107.         |
| 204          | Chris Hamilton (AUS)    | 90.          |
| 205          | Joris Nieuwenhuis (NED) | 98.          |
| 206          | Martijn Tusveld (NED)   | 99.          |
| 207          | Kevin Vermaerke (USA)   | 111.         |

| Qhubeka Assos TQA | Qhubeka Assos TQA       | Qhubeka Assos TQA |
| ----------------- | ----------------------- | ----------------- |
| Nr                | Kolarz                  | Miejsce           |
| 211               | Simon Clarke (AUS)      | 8.                |
| 212               | Michael Gogl (AUT)      | 6.                |
| 213               | Bert-Jan Lindeman (NED) | 84.               |
| 214               | Robert Power (AUS)      | 12.               |
| 215               | Mauro Schmid (SUI)      | 41.               |
| 216               | Karel Vacek (CZE)       | DNF               |
| 217               | Emil Vinjebo (DEN)      | 72.               |

| Trek-Segafredo TFS | Trek-Segafredo TFS            | Trek-Segafredo TFS |
| ------------------ | ----------------------------- | ------------------ |
| Nr                 | Kolarz                        | Miejsce            |
| 221                | Gianluca Brambilla (ITA)      | 33.                |
| 222                | Nicola Conci (ITA)            | DNF                |
| 223                | Amanuel Ghebreigzabhier (ERI) | 73.                |
| 224                | Bauke Mollema (NED)           | 18.                |
| 225                | Antonio Nibali (ITA)          | DNF                |
| 226                | Quinn Simmons (USA)           | 54.                |
| 227                | Toms Skujiņš (LAT)            | 45.                |

| UAE Team Emirates UAD | UAE Team Emirates UAD      | UAE Team Emirates UAD |
| --------------------- | -------------------------- | --------------------- |
| Nr                    | Kolarz                     | Miejsce               |
| 231                   | Tadej Pogačar (SLO)        | 7.                    |
| 232                   | Valerio Conti (ITA)        | DNF                   |
| 233                   | Davide Formolo (ITA)       | 24.                   |
| 234                   | Vegard Stake Laengen (NOR) | 42.                   |
| 235                   | Marco Marcato (ITA)        | 93.                   |
| 236                   | Jan Polanc (SLO)           | 58.                   |
| 237                   | Alaksandr Rabuszenka (BLR) | DNF                   |

| Vini Zabù THR | Vini Zabù THR           | Vini Zabù THR |
| ------------- | ----------------------- | ------------- |
| Nr            | Kolarz                  | Miejsce       |
| 241           | Kamil Gradek (POL)      | DNF           |
| 242           | Mattia Bevilacqua (ITA) | OTL           |
| 243           | Simone Bevilacqua (ITA) | DNF           |
| 244           | Andrea Di Renzo (ITA)   | 102.          |
| 245           | Alessandro Iacchi (ITA) | DNF           |
| 246           | Davide Orrico (ITA)     | OTL           |
| 247           | Jan Petelin (LUX)       | DNF           |

| Jumbo-Visma TJV | Jumbo-Visma TJV            | Jumbo-Visma TJV |
| --------------- | -------------------------- | --------------- |
| Nr              | Kolarz                     | Miejsce         |
| 1               | Wout van Aert (BEL)        | 4.              |
| 2               | Tobias Foss (NOR)          | 46.             |
| 3               | Robert Gesink (NED)        | 69.             |
| 4               | Chris Harper (AUS)         | 118.            |
| 5               | Nathan Van Hooydonck (BEL) | 76.             |
| 6               | Paul Martens (GER)         | DNF             |
| 7               | Timo Roosen (NED)          | 85.             |

| AG2R Citroën Team ACT | AG2R Citroën Team ACT   | AG2R Citroën Team ACT |
| --------------------- | ----------------------- | --------------------- |
| Nr                    | Kolarz                  | Miejsce               |
| 11                    | Greg Van Avermaet (BEL) | 19.                   |
| 12                    | Lilian Calmejane (FRA)  | OTL                   |
| 13                    | Nans Peters (FRA)       | 35.                   |
| 14                    | Michael Schär (SUI)     | 52.                   |
| 15                    | Gijs Van Hoecke (BEL)   | 88.                   |
| 16                    | Andrea Vendrame (ITA)   | 26.                   |
| 17                    | Clément Venturini (FRA) | 17.                   |

| Alpecin-Fenix AFC | Alpecin-Fenix AFC                  | Alpecin-Fenix AFC |
| ----------------- | ---------------------------------- | ----------------- |
| Nr                | Kolarz                             | Miejsce           |
| 21                | Mathieu van der Poel (NED) (szosa) | 1.                |
| 22                | Xandro Meurisse (BEL)              | OTL               |
| 23                | Jonas Rickaert (BEL)               | DNF               |
| 24                | Petr Vakoč (CZE)                   | 15.               |
| 25                | Otto Vergaerde (BEL)               | OTL               |
| 26                | Gianni Vermeersch (BEL)            | 14.               |
| 27                | Philipp Walsleben (GER)            | 95.               |

| Androni Giocattoli-Sidermec ANS | Androni Giocattoli-Sidermec ANS  | Androni Giocattoli-Sidermec ANS |
| ------------------------------- | -------------------------------- | ------------------------------- |
| Nr                              | Kolarz                           | Miejsce                         |
| 31                              | Mattia Bais (ITA)                | 80.                             |
| 32                              | Jefferson Alexander Cepeda (ECU) | OTL                             |
| 33                              | Simon Pellaud (SUI)              | DNF                             |
| 34                              | Josip Rumac (CRO)                | 78.                             |
| 35                              | Filippo Tagliani (ITA)           | OTL                             |
| 36                              | Nicola Venchiarutti (ITA)        | OTL                             |
| 37                              | Mattia Viel (ITA)                | OTL                             |

| Astana-Premier Tech APT | Astana-Premier Tech APT | Astana-Premier Tech APT |
| ----------------------- | ----------------------- | ----------------------- |
| Nr                      | Kolarz                  | Miejsce                 |
| 41                      | Jakob Fuglsang (DEN)    | 9.                      |
| 42                      | Alex Aranburu (ESP)     | 22.                     |
| 43                      | Manuele Boaro (ITA)     | 96.                     |
| 44                      | Fabio Felline (ITA)     | DNF                     |
| 45                      | Hugo Houle (CAN)        | 51.                     |
| 46                      | Gorka Izagirre (ESP)    | 50.                     |
| 47                      | Jonas Gregaard (DEN)    | OTL                     |

| Bahrain Victorious TBV | Bahrain Victorious TBV    | Bahrain Victorious TBV |
| ---------------------- | ------------------------- | ---------------------- |
| Nr                     | Kolarz                    | Miejsce                |
| 51                     | Pello Bilbao (ESP)        | 10.                    |
| 52                     | Eros Capecchi (ITA)       | DNF                    |
| 53                     | Matej Mohorič (SLO)       | 56.                    |
| 54                     | Domen Novak (SLO)         | DNF                    |
| 55                     | Mark Padun (UKR)          | DNF                    |
| 56                     | Hermann Pernsteiner (AUT) | 43.                    |
| 57                     | Jan Tratnik (SLO)         | 83.                    |

| Bardiani CSF Faizanè BCF | Bardiani CSF Faizanè BCF | Bardiani CSF Faizanè BCF |
| ------------------------ | ------------------------ | ------------------------ |
| Nr                       | Kolarz                   | Miejsce                  |
| 61                       | Filippo Zaccanti (ITA)   | DNF                      |
| 62                       | Davide Gabburo (ITA)     | DNF                      |
| 63                       | Fabio Mazzucco (ITA)     | OTL                      |
| 64                       | Alessandro Tonelli (ITA) | 92.                      |
| 65                       | Giovanni Visconti (ITA)  | DNF                      |
| 66                       | Filippo Zana (ITA)       | 38.                      |
| 67                       | Samuele Zoccarato (ITA)  | 108.                     |

| Bora-Hansgrohe BOH | Bora-Hansgrohe BOH     | Bora-Hansgrohe BOH |
| ------------------ | ---------------------- | ------------------ |
| Nr                 | Kolarz                 | Miejsce            |
| 71                 | Giovanni Aleotti (ITA) | 55.                |
| 72                 | Emanuel Buchmann (GER) | 40.                |
| 73                 | Marcus Burghardt (GER) | 68.                |
| 74                 | Patrick Gamper (AUT)   | 116.               |
| 75                 | Patrick Konrad (AUT)   | 32.                |
| 76                 | Daniel Oss (ITA)       | 53.                |
| 77                 | Ben Zwiehoff (GER)     | 70.                |

| Cofidis COF | Cofidis COF                   | Cofidis COF |
| ----------- | ----------------------------- | ----------- |
| Nr          | Kolarz                        | Miejsce     |
| 81          | Nicolas Edet (FRA)            | 112.        |
| 82          | Natnael Berhane (ERI) (szosa) | 106.        |
| 83          | Tom Bohli (SUI)               | 79.         |
| 84          | André Carvalho (POR)          | 87.         |
| 85          | Thomas Champion (FRA)         | 82.         |
| 86          | Nathan Haas (AUS)             | 110.        |
| 87          | Fabio Sabatini (ITA)          | DNF         |

| Deceuninck-Quick Step DQT | Deceuninck-Quick Step DQT        | Deceuninck-Quick Step DQT |
| ------------------------- | -------------------------------- | ------------------------- |
| Nr                        | Kolarz                           | Miejsce                   |
| 91                        | Julian Alaphilippe (FRA) (szosa) | 2.                        |
| 92                        | João Almeida (POR)               | 37.                       |
| 93                        | Kasper Asgreen (DEN) (szosa)     | 25.                       |
| 94                        | Davide Ballerini (ITA)           | DNF                       |
| 95                        | Dries Devenyns (BEL)             | DNF                       |
| 96                        | Pieter Serry (BEL)               | 66.                       |
| 97                        | Zdeněk Štybar (CZE)              | 62.                       |

| EF Education-Nippo EFN | EF Education-Nippo EFN    | EF Education-Nippo EFN |
| ---------------------- | ------------------------- | ---------------------- |
| Nr                     | Kolarz                    | Miejsce                |
| 101                    | Alberto Bettiol (ITA)     | 23.                    |
| 102                    | Simon Carr (GBR)          | 11.                    |
| 103                    | Lawson Craddock (USA)     | DNF                    |
| 104                    | Mitchell Docker (AUS)     | 114.                   |
| 105                    | Alex Howes (USA) (szosa)  | DNF                    |
| 106                    | Sebastian Langeveld (NED) | OTL                    |
| 107                    | Julius van den Berg (NED) | OTL                    |

| Eolo-Kometa EOK | Eolo-Kometa EOK              | Eolo-Kometa EOK |
| --------------- | ---------------------------- | --------------- |
| Nr              | Kolarz                       | Miejsce         |
| 111             | Davide Bais (ITA)            | 101.            |
| 112             | Erik Fetter (HUN)            | 100.            |
| 113             | Sergio García González (ESP) | OTL             |
| 114             | Arturo Grávalos (ESP)        | OTL             |
| 115             | Samuele Rivi (ITA)           | DNF             |
| 116             | Diego Sevilla (ESP)          | OTL             |
| 117             | Daniel Viegas (POR)          | OTL             |

| Groupama-FDJ GFC | Groupama-FDJ GFC            | Groupama-FDJ GFC |
| ---------------- | --------------------------- | ---------------- |
| Nr               | Kolarz                      | Miejsce          |
| 121              | Stefan Küng (SUI) (szosa)   | 31.              |
| 122              | Kevin Geniets (LUX) (szosa) | 16.              |
| 123              | Simon Guglielmi (FRA)       | 39.              |
| 124              | Tobias Ludvigsson (SWE)     | 103.             |
| 125              | Valentin Madouas (FRA)      | 21.              |
| 126              | Rudy Molard (FRA)           | 36.              |
| 127              | Romain Seigle (FRA)         | 64.              |

| Ineos Grenadiers IGD | Ineos Grenadiers IGD     | Ineos Grenadiers IGD |
| -------------------- | ------------------------ | -------------------- |
| Nr                   | Kolarz                   | Miejsce              |
| 131                  | Thomas Pidcock (GBR)     | 5.                   |
| 132                  | Leonardo Basso (ITA)     | DNF                  |
| 133                  | Egan Bernal (COL)        | 3.                   |
| 134                  | Owain Doull (GBR)        | 27.                  |
| 135                  | Michał Kwiatkowski (POL) | DNF                  |
| 136                  | Salvatore Puccio (ITA)   | DNF                  |
| 137                  | Pawieł Siwakow (RUS)     | 67.                  |

| Intermarché-Wanty-Gobert Matériaux IWG | Intermarché-Wanty-Gobert Matériaux IWG | Intermarché-Wanty-Gobert Matériaux IWG |
| -------------------------------------- | -------------------------------------- | -------------------------------------- |
| Nr                                     | Kolarz                                 | Miejsce                                |
| 141                                    | Théo Delacroix (FRA)                   | 77.                                    |
| 142                                    | Tom Devriendt (BEL)                    | DNF                                    |
| 143                                    | Andrea Pasqualon (ITA)                 | DNF                                    |
| 144                                    | Simone Petilli (ITA)                   | 91.                                    |
| 145                                    | Lorenzo Rota (ITA)                     | 34.                                    |
| 146                                    | Loïc Vliegen (BEL)                     | DNF                                    |
| 147                                    | Jan Bakelants (BEL)                    | 65.                                    |

| Israel Start-Up Nation ISN | Israel Start-Up Nation ISN | Israel Start-Up Nation ISN |
| -------------------------- | -------------------------- | -------------------------- |
| Nr                         | Kolarz                     | Miejsce                    |
| 151                        | Reto Hollenstein (SUI)     | 86.                        |
| 152                        | Jenthe Biermans (BEL)      | DNF                        |
| 153                        | Guillaume Boivin (CAN)     | OTL                        |
| 154                        | Alessandro De Marchi (ITA) | 59.                        |
| 155                        | Alexis Renard (FRA)        | OTL                        |
| 156                        | Mads Würtz Schmidt (DEN)   | 109.                       |
| 157                        | Tom Van Asbroeck (BEL)     | 75.                        |

| Lotto-Soudal LTS | Lotto-Soudal LTS         | Lotto-Soudal LTS |
| ---------------- | ------------------------ | ---------------- |
| Nr               | Kolarz                   | Miejsce          |
| 161              | Tim Wellens (BEL)        | 13.              |
| 162              | Filippo Conca (ITA)      | 81.              |
| 163              | Frederik Frison (BEL)    | 94.              |
| 164              | Andreas Kron (DEN)       | 28.              |
| 165              | Tomasz Marczyński (POL)  | DNF              |
| 166              | Tosh Van der Sande (BEL) | DNF              |
| 167              | Brent Van Moer (BEL)     | 61.              |

| Movistar Team MOV | Movistar Team MOV         | Movistar Team MOV |
| ----------------- | ------------------------- | ----------------- |
| Nr                | Kolarz                    | Miejsce           |
| 171               | Alejandro Valverde (ESP)  | 47.               |
| 172               | Héctor Carretero (ESP)    | 97.               |
| 173               | Iván García Cortina (ESP) | 29.               |
| 174               | Abner González (PUR)      | 71.               |
| 175               | Lluís Mas (ESP)           | 48.               |
| 176               | Sergio Samitier (ESP)     | 115.              |
| 177               | Gonzalo Serrano (ESP)     | 49.               |

| Arkéa-Samsic ARK | Arkéa-Samsic ARK         | Arkéa-Samsic ARK |
| ---------------- | ------------------------ | ---------------- |
| Nr               | Kolarz                   | Miejsce          |
| 181              | Diego Rosa (ITA)         | 57.              |
| 182              | Benjamin Declercq (BEL)  | 104.             |
| 183              | Thibault Guernalec (FRA) | DNF              |
| 184              | Kévin Ledanois (FRA)     | 113.             |
| 185              | Matis Louvel (FRA)       | 74.              |
| 186              | Łukasz Owsian (POL)      | 105.             |
| 187              | Laurent Pichon (FRA)     | DNF              |

| BikeExchange BEX | BikeExchange BEX              | BikeExchange BEX |
| ---------------- | ----------------------------- | ---------------- |
| Nr               | Kolarz                        | Miejsce          |
| 191              | Simon Yates (GBR)             | 63.              |
| 192              | Jack Bauer (NZL)              | 89.              |
| 193              | Brent Bookwalter (USA)        | 44.              |
| 194              | Christopher Juul-Jensen (DEN) | 60.              |
| 195              | Barnabás Peák (HUN)           | OTL              |
| 196              | Nick Schultz (AUS)            | DNF              |
| 197              | Robert Stannard (AUS)         | 30.              |

| Team DSM DSM | Team DSM DSM            | Team DSM DSM |
| ------------ | ----------------------- | ------------ |
| Nr           | Kolarz                  | Miejsce      |
| 201          | Romain Bardet (FRA)     | 20.          |
| 202          | Thymen Arensman (NED)   | 117.         |
| 203          | Romain Combaud (FRA)    | 107.         |
| 204          | Chris Hamilton (AUS)    | 90.          |
| 205          | Joris Nieuwenhuis (NED) | 98.          |
| 206          | Martijn Tusveld (NED)   | 99.          |
| 207          | Kevin Vermaerke (USA)   | 111.         |

| Qhubeka Assos TQA | Qhubeka Assos TQA       | Qhubeka Assos TQA |
| ----------------- | ----------------------- | ----------------- |
| Nr                | Kolarz                  | Miejsce           |
| 211               | Simon Clarke (AUS)      | 8.                |
| 212               | Michael Gogl (AUT)      | 6.                |
| 213               | Bert-Jan Lindeman (NED) | 84.               |
| 214               | Robert Power (AUS)      | 12.               |
| 215               | Mauro Schmid (SUI)      | 41.               |
| 216               | Karel Vacek (CZE)       | DNF               |
| 217               | Emil Vinjebo (DEN)      | 72.               |

| Trek-Segafredo TFS | Trek-Segafredo TFS            | Trek-Segafredo TFS |
| ------------------ | ----------------------------- | ------------------ |
| Nr                 | Kolarz                        | Miejsce            |
| 221                | Gianluca Brambilla (ITA)      | 33.                |
| 222                | Nicola Conci (ITA)            | DNF                |
| 223                | Amanuel Ghebreigzabhier (ERI) | 73.                |
| 224                | Bauke Mollema (NED)           | 18.                |
| 225                | Antonio Nibali (ITA)          | DNF                |
| 226                | Quinn Simmons (USA)           | 54.                |
| 227                | Toms Skujiņš (LAT)            | 45.                |

| UAE Team Emirates UAD | UAE Team Emirates UAD      | UAE Team Emirates UAD |
| --------------------- | -------------------------- | --------------------- |
| Nr                    | Kolarz                     | Miejsce               |
| 231                   | Tadej Pogačar (SLO)        | 7.                    |
| 232                   | Valerio Conti (ITA)        | DNF                   |
| 233                   | Davide Formolo (ITA)       | 24.                   |
| 234                   | Vegard Stake Laengen (NOR) | 42.                   |
| 235                   | Marco Marcato (ITA)        | 93.                   |
| 236                   | Jan Polanc (SLO)           | 58.                   |
| 237                   | Alaksandr Rabuszenka (BLR) | DNF                   |

| Vini Zabù THR | Vini Zabù THR           | Vini Zabù THR |
| ------------- | ----------------------- | ------------- |
| Nr            | Kolarz                  | Miejsce       |
| 241           | Kamil Gradek (POL)      | DNF           |
| 242           | Mattia Bevilacqua (ITA) | OTL           |
| 243           | Simone Bevilacqua (ITA) | DNF           |
| 244           | Andrea Di Renzo (ITA)   | 102.          |
| 245           | Alessandro Iacchi (ITA) | DNF           |
| 246           | Davide Orrico (ITA)     | OTL           |
| 247           | Jan Petelin (LUX)       | DNF           |

## Klasyfikacja generalna
| \| Klasyfikacja generalna \| Klasyfikacja generalna \| Klasyfikacja generalna \| Klasyfikacja generalna \| Klasyfikacja generalna \| \| Kolarz \| Kolarz \| Państwo \| Drużyna \| Czas \| \| ---------------------- \| ---------------------- \| ---------------------- \| ---------------------- \| ---------------------- \| \| 1. \| Mathieu van der Poel \| Holandia \| Alpecin-Fenix \| 4h 40' 29" \| \| 2. \| Julian Alaphilippe \| Francja \| Deceuninck-Quick Step \| + 5" \| \| 3. \| Egan Bernal \| Kolumbia \| Ineos Grenadiers \| + 20" \| \| 4. \| Wout van Aert \| Belgia \| Jumbo-Visma \| + 51" \| \| 5. \| Thomas Pidcock \| Wielka Brytania \| Ineos Grenadiers \| + 54" \| \| 6. \| Michael Gogl \| Austria \| Qhubeka Assos \| + 54" \| \| 7. \| Tadej Pogačar \| Słowenia \| UAE Team Emirates \| + 54" \| \| 8. \| Simon Clarke \| Australia \| Qhubeka Assos \| + 2' 25" \| \| 9. \| Jakob Fuglsang \| Dania \| Astana-Premier Tech \| + 2' 25" \| \| 10. \| Pello Bilbao \| Hiszpania \| Bahrain Victorious \| + 2' 39" \| \| 11. \| Simon Carr \| Wielka Brytania \| EF Education-Nippo \| + 3' 36" \| \| 12. \| Robert Power \| Australia \| Qhubeka Assos \| + 3' 45" \| \| 13. \| Tim Wellens \| Belgia \| Lotto-Soudal \| + 4' 19" \| \| 14. \| Gianni Vermeersch \| Belgia \| Alpecin-Fenix \| + 4' 21" \| \| 15. \| Petr Vakoč \| Czechy \| Alpecin-Fenix \| + 4' 30" \| \| 16. \| Kevin Geniets \| Luksemburg \| Groupama-FDJ \| + 6' 26" \| \| 17. \| Clément Venturini \| Francja \| AG2R Citroën Team \| + 6' 26" \| \| 18. \| Bauke Mollema \| Holandia \| Trek-Segafredo \| + 6' 26" \| \| 19. \| Greg Van Avermaet \| Belgia \| AG2R Citroën Team \| + 6' 26" \| \| 20. \| Romain Bardet \| Francja \| Team DSM \| + 6' 26" \| |                      |                 |                       |            |
| |                      |                 |                       |            |
| Źródło: ProCyclingStats |                      |                 |                       |            |
| Klasyfikacja generalna |                      |                 |                       |            |
| Kolarz | Kolarz               | Państwo         | Drużyna               | Czas       |
| 1. | Mathieu van der Poel | Holandia        | Alpecin-Fenix         | 4h 40' 29" |
| 2. | Julian Alaphilippe   | Francja         | Deceuninck-Quick Step | + 5"       |
| 3. | Egan Bernal          | Kolumbia        | Ineos Grenadiers      | + 20"      |
| 4. | Wout van Aert        | Belgia          | Jumbo-Visma           | + 51"      |
| 5. | Thomas Pidcock       | Wielka Brytania | Ineos Grenadiers      | + 54"      |
| 6. | Michael Gogl         | Austria         | Qhubeka Assos         | + 54"      |
| 7. | Tadej Pogačar        | Słowenia        | UAE Team Emirates     | + 54"      |
| 8. | Simon Clarke         | Australia       | Qhubeka Assos         | + 2' 25"   |
| 9. | Jakob Fuglsang       | Dania           | Astana-Premier Tech   | + 2' 25"   |
| 10. | Pello Bilbao         | Hiszpania       | Bahrain Victorious    | + 2' 39"   |
| 11. | Simon Carr           | Wielka Brytania | EF Education-Nippo    | + 3' 36"   |
| 12. | Robert Power         | Australia       | Qhubeka Assos         | + 3' 45"   |
| 13. | Tim Wellens          | Belgia          | Lotto-Soudal          | + 4' 19"   |
| 14. | Gianni Vermeersch    | Belgia          | Alpecin-Fenix         | + 4' 21"   |
| 15. | Petr Vakoč           | Czechy          | Alpecin-Fenix         | + 4' 30"   |
| 16. | Kevin Geniets        | Luksemburg      | Groupama-FDJ          | + 6' 26"   |
| 17. | Clément Venturini    | Francja         | AG2R Citroën Team     | + 6' 26"   |
| 18. | Bauke Mollema        | Holandia        | Trek-Segafredo        | + 6' 26"   |
| 19. | Greg Van Avermaet    | Belgia          | AG2R Citroën Team     | + 6' 26"   |
| 20. | Romain Bardet        | Francja         | Team DSM              | + 6' 26"   |